# Гамбург (округ Вернон, Вісконсин)
Гамбург (англ. Hamburg) — місто (англ. town) в США, в окрузі Вернон штату Вісконсин. Населення — 956 осіб (2020).

## Демографія
Згідно з переписом 2010 року, у місті мешкали 973 особи в 350 домогосподарствах у складі 279 родин. Було 371 помешкання
Расовий склад населення:
| - 98,4 % — білих - 0,2 % — чорних або афроамериканців - 0,2 % — азіатів |

До двох чи більше рас належало 0,8 %. Частка іспаномовних становила 1,8 % від усіх жителів.
За віковим діапазоном населення розподілялося таким чином: 28,8 % — особи молодші 18 років, 59,3 % — особи у віці 18—64 років, 11,9 % — особи у віці 65 років та старші. Медіана віку мешканця становила 42,8 року. На 100 осіб жіночої статі у місті припадало 98,2 чоловіків;  на 100 жінок у віці від 18 років та старших — 102,0 чоловіків також старших 18 років.
Середній дохід на одне домашнє господарство  становив 94 190 доларів США (медіана — 83 906), а середній дохід на одну сім'ю — 102 454 долари (медіана — 89 821). Медіана доходів становила 53 793 долари для чоловіків та 36 375 доларів для жінок. За межею бідності перебувало 4,7 % осіб, у тому числі 5,2 % дітей у віці до 18 років та 8,2 % осіб у віці 65 років та старших.
Цивільне працевлаштоване населення становило 535 осіб. Основні галузі зайнятості: освіта, охорона здоров'я та соціальна допомога — 27,1 %, виробництво — 11,8 %, роздрібна торгівля — 9,2 %, транспорт — 8,8 %.